# Otto Knows
Otto Jettman (Estocolmo; 6 de mayo de 1989), conocido por su nombre artístico Otto Knows, es un DJ, remezclador y productor discográfico sueco de música house. Saltó a la fama en 2012 por su canción «Million Voices», la cual cuenta con más de 180 millones de reproducciones en Spotify. En 2013 compuso «Work Bitch» de Britney Spears.

## Trayectoria musical
Otto se dio a conocer en la escena electrónica con su bootleg de la canción «Hide and Seek» de Imogen Heap realizada en 2010. Esta versión obtuvo el respaldo de Avicii en sus sets, quién además colaboró con el en algunas producciones. En febrero de 2012, edita su primer sencillo como artista principal titulado «Million Voices» lanzado por el sello Refune Records, propiedad de Sebastian Ingrosso. «Million Voices» tuvo una buena recepción en varios países de Europa, llegando a alcanzar el #14 del UK Singles Chart, e ingresando en las listas musicales de Alemania, Bélgica, Suecia y los Países Bajos. Su versión remixada de la canción «Lies» para el productor británico BURNS fue incluida en el sencillo lanzado en el Reino Unido, donde logró alcanzar la ubicación #32.
En noviembre de 2012, fue invitado por Pete Tong a su programa de radio emitido por BBC Radio 1 en una sección titulada Young Stars, en el que presentó a las jóvenes promesas de la escena junto a Madeon, Disclosure y Porter Robinson.
En 2013, junto a Sebastian Ingrosso, compuso «Work Bitch» interpretada por Britney Spears. La canción obtuvo gran reconocimiento y destacó por tener un género house mezclado con pop.
En junio de 2014, lanzó el sencillo «Parachute» el cual contó con remezclas de Bottai, CamelPhat y Drumsound & Bassline Smith. En septiembre del mismo año, lanzó una nueva versión de la canción de Bebe Rexha, titulada como «Can't Stop Drinking About You».
En mayo de 2015, lanza por el sello Big Beat Records el sencillo «Next To Me» con la colaboración vocal de Simon Strömstedt, convirtiéndose en un éxito en Suecia logrando posicionarse en la séptima ubicación. El sencillo «Dying For You», que cuenta con las voces de Alex Aris y la colaboración de Lindsey Stirling en el violín, se lanzó en enero de 2016, alcanzando nuevamente la séptima posición en Suecia. En junio de 2016 lanzó en colaboración del DJ y productor sueco Avicii el sencillo «Back Where I Belong».

## Discografía

### Sencillos
- 2010: "iTrack/LoopeDe" (Tim Berg, Oliver Ingrosso & Otto Knows) [PinkStar Records]
- 2010: "Gino" (Tim Berg, Oliver Ingrosso & Otto Knows)
- 2011: "Visa" [Unreleased]
- 2011: "Diz Diz" (con Alesso) [Unreleased]
- 2012: "Million Voices" [Refune Music]
- 2014: "Parachute" [Refune Music]
- 2015: "Next to Me" [Big Beat Records]
- 2016: "Dying for You" (Otto Knows ft. Lindsey Stirling & Alex Aris)[14]
- 2016: "Back Where I Belong" (Otto Knows ft. Avicii) [Warner Music Sweden/Disconap][15]
- 2016: "Not Alone" [Warner Music Sweden]
- 2017: "With You" [Warner Music Sweden]
- 2017: "Friends" [Warner Music Sweden]
- 2019: "One in a Million" [Universal Music]
- 2019: "Something for Nothing" (Otto Knows, Klahr) [Universal Music]
- 2019: "About You" [Universal Music]
- 2022: "Pyramids" [Tomorrowland Music]
- 2022: "Lover" (Otto Knows, Dice of Nights, Alex Aris) [Tomorrowland Music]
- 2022: "Electricity" (DubVision, Otto Knows & Alex Aris) [STMPD RCRDS]
- 2022: "Randomize" (Otto Knows, Alex Aris) [Tomorrowland Music]
- 2023: "Rosa" [Tomorrowland Music]
- 2023: "Say It to Me" [Tomorrowland Music]
- 2023: "Be Somebody" (Otto Knows, Alex Aris) [Tomorrowland Music]

### Remixes
- 2010: Imogen Heap – Hide and Seek (Otto Knows Bootleg)
- 2011: ATB feat. Cristina Soto – Twisted Love
- 2012: Dada Life – Kick Out the Epic Motherf*cker
- 2012: Burns – Lies
- 2013: Don Diablo & Matt Nash feat. Noonie Bao - Starlight (Could You be Mine)
- 2014: Otto Knows vs. Bebe Rexha – Can't Stop Drinking About You
- 2016: Håkan Hellström – Din tid kommer
- 2017: Avicii feat. Sandro Cavazza – Without You
- 2023: myie – Yours to Keep